# Rodriguezius simplex
Rodriguezius simplex là một loài bọ cánh cứng trong họ Cerambycidae.